# Старий ель

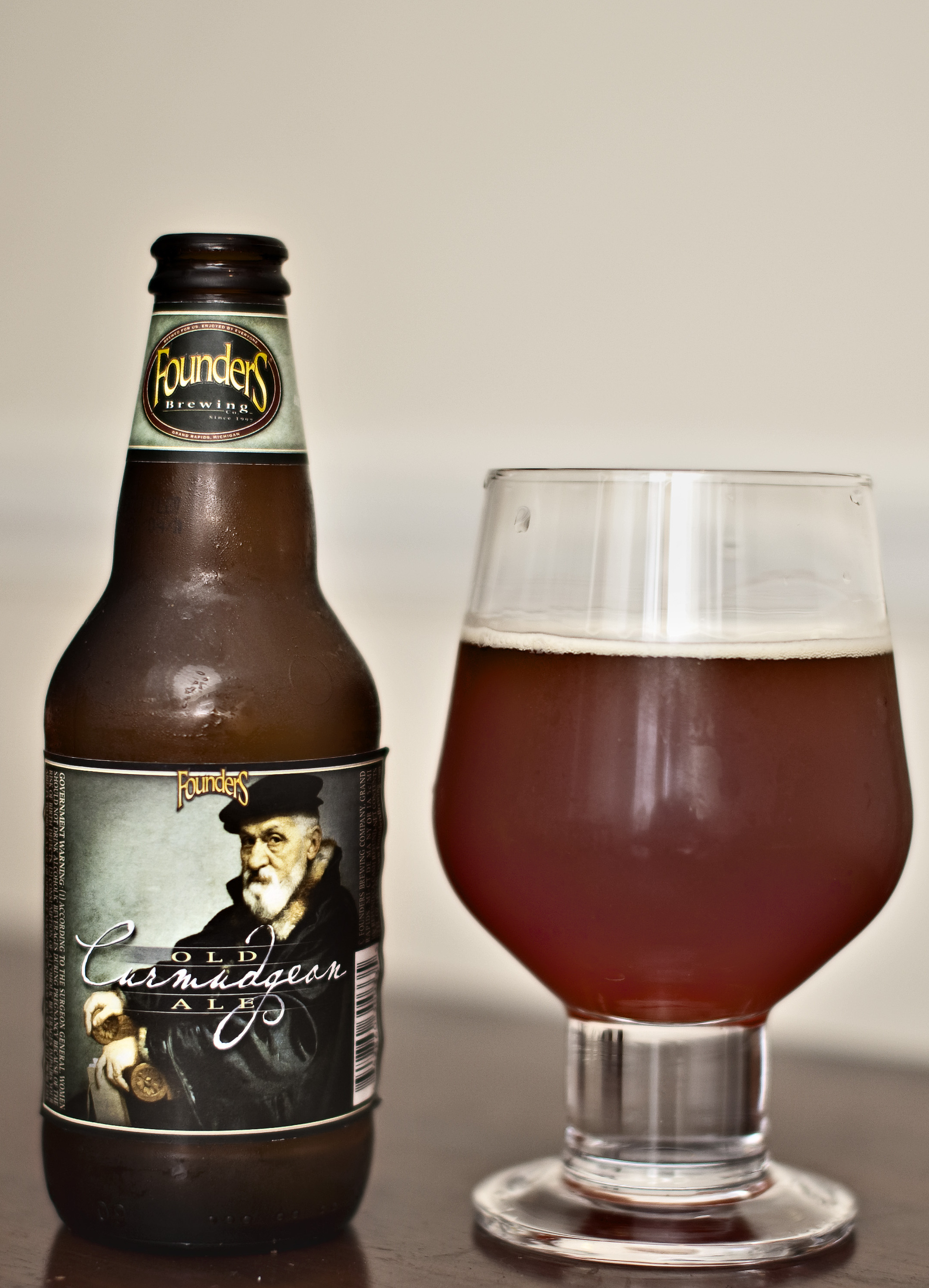
Founders Curmudgeon

Старий ель (англ. Old ale) — термін, який зазвичай застосовується до темного, солодового пива в Англії, з міцністю 5% або більше. У Австралії «Старим» називають темний ель. Він витримується протягом декількох місяців або навіть років в дерев'яних бочках.

## Історія
Історично склалося так, що старі елі слугували доповненням до м'яких елів, і в пабах тієї епохи власник зазвичай подавав відвідувачам суміш більш гострого світлого елю з більш фруктовим, солодким м'яким елем на смак клієнта. Особливо в Лондоні витриманий ель набував терпкої нотки завдяки вторинному бродінню з дріжджами бретаноміцес, які були присутні або в дріжджах, або в дерев'яному обладнанні. Через те, що процес витримки вимагав часу, деякі інвестори купували у пивоварів м'який ель, витримували його, перетворюючи на старий ель, і продавали за вищою ціною. Зрештою, пивовари почали залишати частину пива на пивоварні, витримувати його самостійно і продавати пабам. У деяких випадках старий ель був сумішшю молодого та старого. «Стоковий ель» — це був дуже старий ель, який використовувався для додавання «старої» якості і, можливо, кислотності до купажу. 

## Приклади
- Theakston: Old Peculier[3]
- Robinsons Old Tom[3]
- Adnams Tally Ho[3]
- Adnams Old Ale[4]
- Fuller's: Vintage Ale
- Fuller's: Golden Pride
- Greene King: Olde Suffolk English Ale
- North Coast Brewing Company: Old Stock Ale
- Brooklyn Brewery: Blunderbuss Old Ale
- Full Sail: Wassail
- Smuttynose: Really Old Brown Dog
- Sixpoint Brewery: Global Warmer
- Bell's Brewery: Third Coast Old Ale
- Founders Brewing Company: Old Curmudgeon
- Yazoo Brewing Company: Indomitus Dolium